# ちくまプリマー新書
ちくまプリマー新書（ちくまプリマーしんしょ、chikuma primer shinsho）は、筑摩書房が発行する新書レーベル。ちくま新書の姉妹レーベル。

## 概要
2005年1月創刊。プリマー（primer）が「初歩読本、入門書」を意味する通り、ヤングアダルトを対象とした新書である。
普遍的でベーシックなテーマを扱い、分量的にも原稿用紙150枚程度とコンパクトにし、現代を生きる上で必要なことがわかりやすく表現されている。同社ウェブサイトでは「身近な悩みに答える、さいしょの新書」と紹介されている。装幀は、クラフト・エヴィング商會による。
2009年1月に通巻100点を、2013年8月に通巻200点を突破した。毎月上旬に2点程度ずつ刊行されている。新書レーベルであるが、天童荒太『包帯クラブ The Bandage Club』や吉田篤弘『つむじ風食堂と僕』、万城目学『かのこちゃんとマドレーヌ夫人』、中島たい子『がっかり行進曲』などの小説も収録している。

## 創刊ラインアップ
1. ちゃんと話すための敬語の本（橋本治）
2. 先生はえらい（内田樹）
3. 死んだらどうなるの？（玄侑宗久）
4. 熱烈応援！スポーツ天国（最相葉月）
5. 事物はじまりの物語（吉村昭）

## 関連事項
- ちくま新書